# Roberto Echeverría
Roberto Echeverría, född 23 februari 1976, är en friidrottare från Chile. Han deltog vid olympiska sommarspelen 2008.